# Primera guerra civil castellana
La primera guerra civil castellana (1351-1369) fue un conflicto que se produjo entre los partidarios del rey Pedro I de Castilla, el Cruel para la nobleza o el Justiciero para el pueblo llano, y los partidarios de su hermanastro Enrique II de Castilla. La guerra terminó con el asesinato de Pedro I y el ascenso al trono de Castilla de Enrique II.

## Motivos del conflicto

### Crisis del poder nobiliario
La primera guerra civil castellana fue fruto de la división durante el reinado de Alfonso XI de la corte de Castilla: una encabezada por la reina María de Portugal, y otra por la amante del rey, Leonor de Guzmán, y que dio al soberano diez hijos, incluido Enrique de Trastámara. El conflicto, a veces descrito como una guerra de sucesión, fue más allá de los dos pretendientes al trono. La rebelión de Enrique de Trastámara, que se sostuvo con el apoyo de la nobleza castellana, frente al rey Pedro I de Castilla, intentó recortar las atribuciones de este y, sobre todo, su influencia política. Esta alianza entre el hijo bastardo del rey Alfonso XI y la nobleza fue percibida por la población como un obstáculo a las leyes que Pedro promulgó en las Cortes de Valladolid de 1351, que promovían el comercio, la artesanía y la seguridad de las personas.
Como resultado, el pueblo llano apoyó al rey Pedro I, dándole el sobrenombre de Justiciero, mientras que sus enemigos lo apodaron el Cruel.
Pedro I de Castilla, el Cruel o el Justiciero, realizó una política de fortalecimiento de la autoridad real frente a la alta nobleza, al tiempo que comenzó una guerra contra Aragón.
En 1366 Enrique de Trastámara, hijo bastardo de Alfonso XI, regresó desde Francia, depuso a Pedro I de Castilla y se proclamó rey en el monasterio de Las Huelgas.

### Pedro I y Enrique de Trastámara

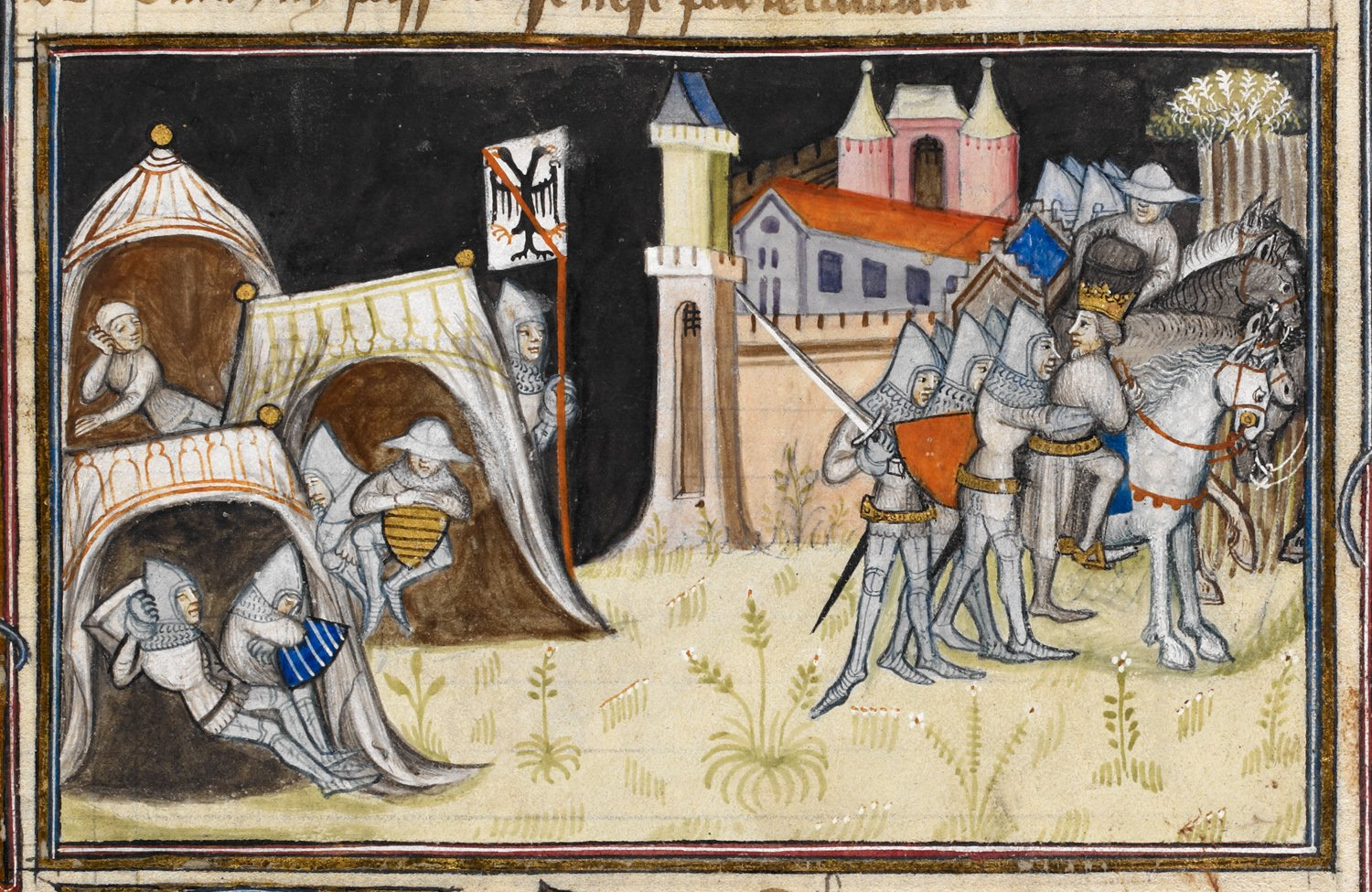
Detalle de una miniatura de la captura de Don Pedro, de Chanson de Bertrand du Guesclin de Jean Cuvelier,, Francia, Central (París).

Hijo y heredero de Alfonso XI, Pedro I hace frente a la agitación de la alta nobleza de Castilla, especialmente de sus hermanastros Enrique de Trastámara y Fadrique Alfonso de Castilla a quienes, por influencia de su madre, el rey Alfonso XI había colmado de honores, lo cual conllevó un malestar con Pedro y la reina madre.
Tercer hijo ilegítimo de Alfonso XI y Leonor de Guzmán, Enrique fue adoptado por Rodrigo Álvarez de las Asturias, conde de Trastámara, quien le transmitió el título en 1345. La muerte de su padre causó la caída en desgracia de su madre y la pérdida de su poder, lo que le condujo a rebelarse en 1351, fecha de la detención y ejecución de su madre por orden de Pedro I de Castilla.
En 1353, Pedro I de Castilla tiene 19 años. Bajo la influencia de su amante, María de Padilla, elige gobernar sosteniendo su poder en el pueblo llano. Su voluntad de fortalecer la autoridad real dio lugar a que tratara autoritariamente y con dureza a la nobleza alta castellana, lo que ocasionó que esta última pronto se rebelase abiertamente: su anterior favorito, el anciano Juan Alfonso de Albuquerque, deseoso de devolver el poder a la nobleza, organizaría una alianza entre los príncipes bastardos y el rey Pedro IV de Aragón.
En Toledo, capital de Castilla, Pedro I castiga brutalmente a los conspiradores y a sus parientes, declara la guerra a Aragón y mata a tres de sus medios hermanos. El Justiciero se convierte en el Cruel.

## Inicio de la rebelión y de la guerra

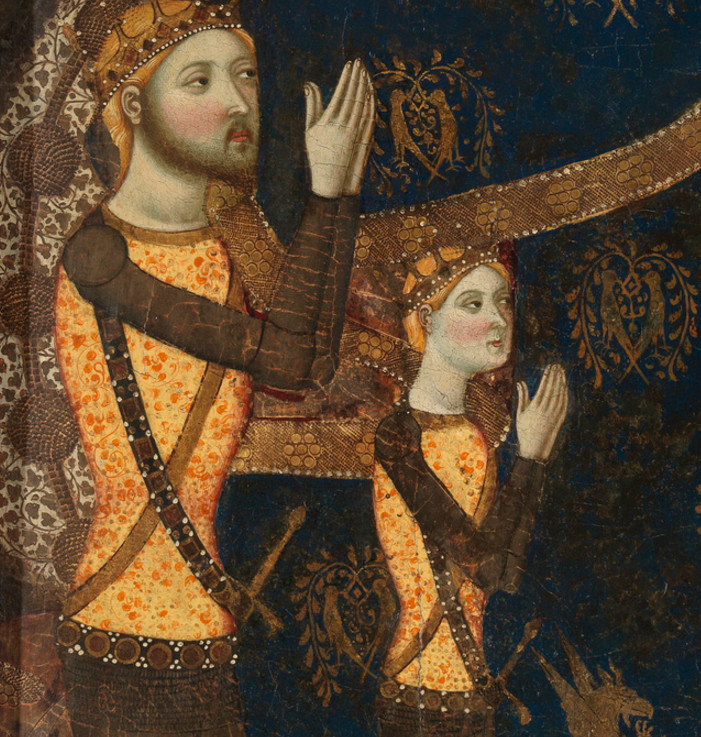
Enrique de Trastámara retratado en vida por Jaume Serra

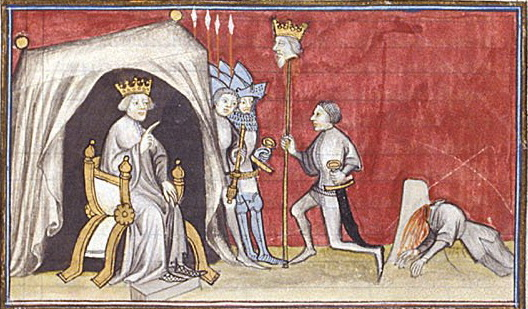
Ilustración del que muestra la cabeza del Rey Pedro I de Castilla clavada en una pica

Entre 1352 y 1354, la figura emblemática de la rebelión es el noble Juan Alfonso de Albuquerque, exfavorito del rey y la reina madre, que cayó en desgracia cuando el matrimonio entre Pedro I de Castilla y Blanca de Borbón fracasó debido a los retrasos en el pago de la dote y a los malos tratos infligidos por el soberano a su esposa. Albuquerque fue el arquitecto clave de la conspiración y pagaría el precio de su fracaso: optó por refugiarse en Portugal, pero Pedro I, que contaba todavía con el apoyo de sus hermanastros Enrique y Fadrique, los situó guardando la frontera con dicho país, aunque bajo la supervisión de un pariente de su amante María de Padilla. Habiendo sido informado en secreto de las relaciones entre sus medios hermanos y Albuquerque, lleva a estos a unirse abiertamente a la rebelión, a la que también se sumaría un nuevo partido, compuesto de la familia y aliados de Juana de Castro, recién casada con Pedro I de Castilla gracias a la controvertida anulación de su matrimonio anterior y abandonada de la misma forma que Blanca de Borbón.
Hasta 1354, Enrique de Trastámara perpetra actos aislados de rebelión con la ayuda de sus hermanos. Llevó a cabo su parte de un movimiento de resistencia más general, la de la nobleza castellana, cuyos episodios marcaron los primeros años del reinado de Pedro I de Castilla. Estas rebeliones fueron duramente reprimidas por el rey, que no vaciló en ejecutar a los agitadores, a pesar de su rango y de los usos con que se castigaban tales actos (prisión, exilio o confiscación de tierras y castillos).

### Primera rebelión
En octubre de 1354, Albuquerque moría envenenado en Medina del Campo, convirtiéndose Enrique de Trastámara en el jefe de la rebelión. Se celebra en Tejadillo, pueblo cercano a Toro, una reunión entre los rebeldes y Pedro quien, a pesar de la vigilancia de que es objeto durante su estancia, logra convencer a los infantes de Aragón y Tello de Castilla, hermano de Enrique de Trastámara, a abandonar la propia rebelión. Marcha a Segovia y convoca las Cortes en Burgos,  donde se votarían subsidios para armar un ejército y sofocar la rebelión.
En mayo de 1355, el ejército real tomó la ciudad de Toledo, donde hubo un levantamiento armado, y los rebeldes fueron siendo ajusticiados. La ciudad de Toro cayó en 1356. Estos primeros enfrentamientos benefician en gran medida al rey. Enrique de Trastámara debió huir para refugiarse en Francia con el rey Juan II y el delfín Carlos.

### Guerra entre los reinos de Castilla y Aragón

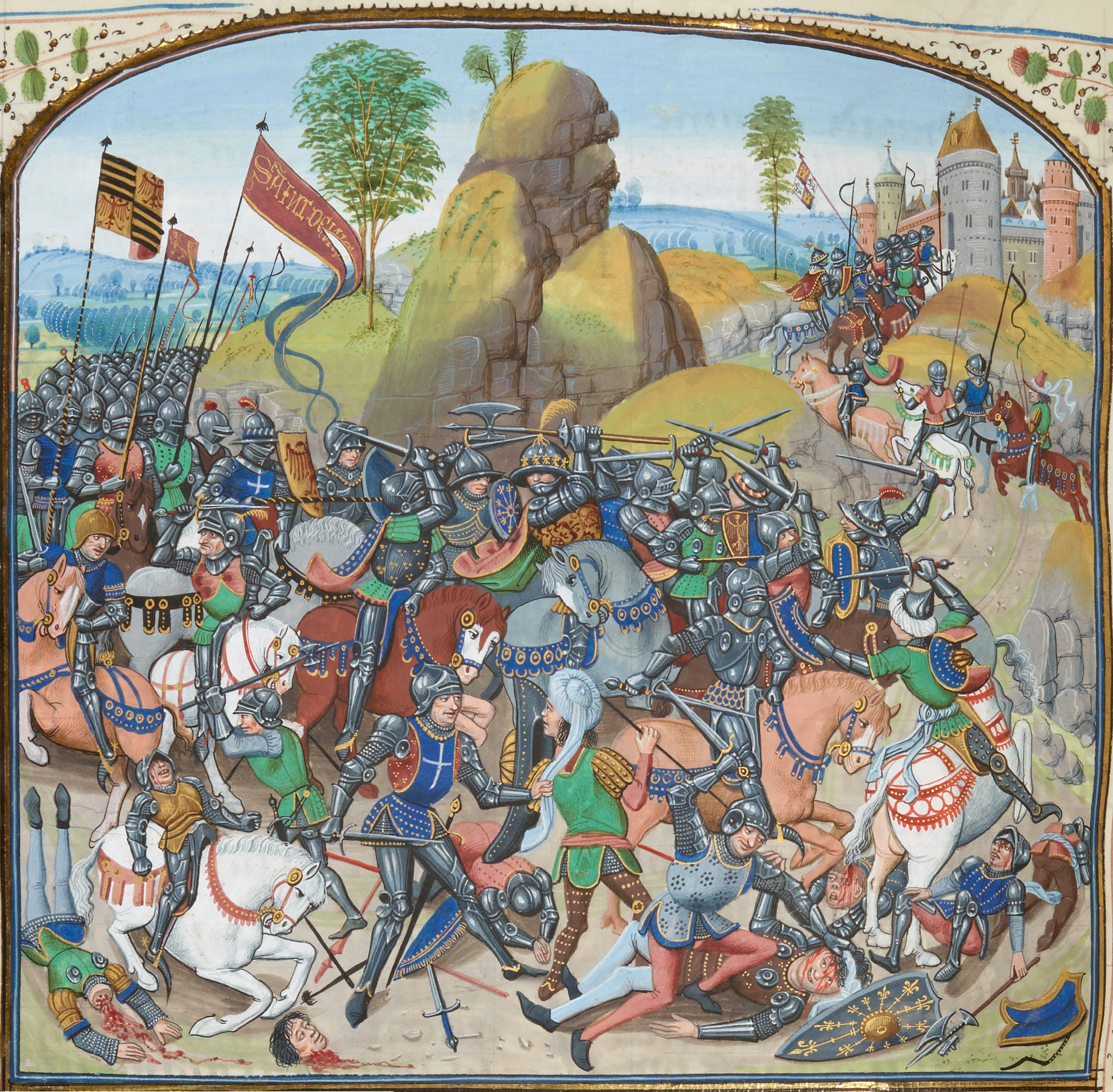
Miniatura de Jean Froissart describiendo la batalla de Montiel en su libro "Crónicas".

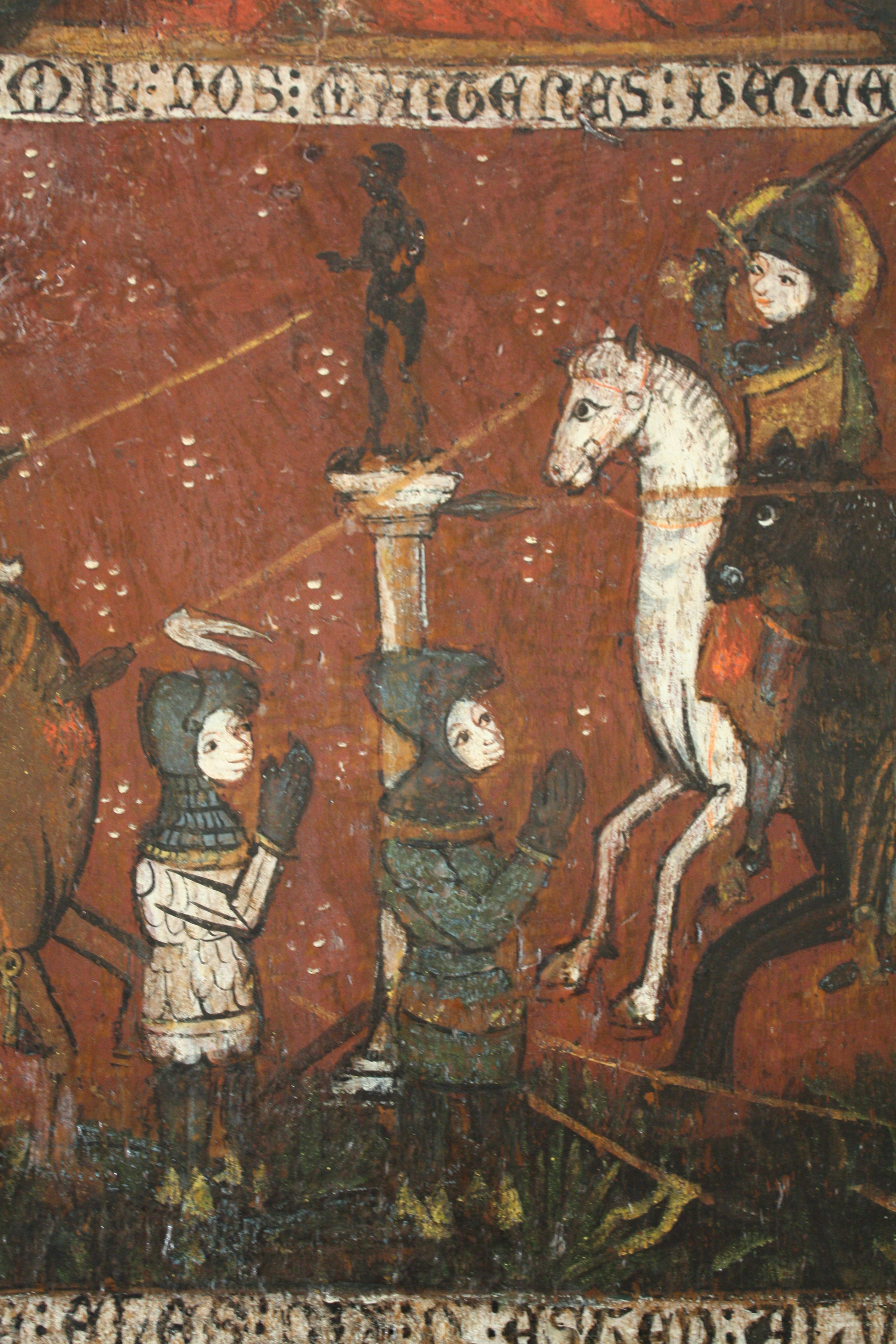
Retablo de fines del Donde se puede apreciar una batalla, (c. 1390).

Aprovechando la calma interna y tomando como pretexto un incidente entre una flota aragonesa y buques genoveses, Pedro I de Castilla declara la guerra a Aragón. Entre 1356 y 1361, el ejército castellano invade el reino aragonés y conquista varias ciudades. Al mismo tiempo, Enrique de Trastámara y su ejército combaten al lado del rey de Aragón, Pedro IV el Ceremonioso. Las tropas aragonesas, dirigidas por Enrique de Trastámara, logran una victoria en la batalla de Araviana, donde muere Juan Fernández de Hinestrosa, tío de María Padilla y principal privado del rey. El 18 de mayo de 1361, se firmó la paz en Terrer, que no sería más que una breve tregua, reanudándose las hostilidades al año siguiente.
Asimismo, entre 1356 y 1360, Pedro I de Castilla mata a sus enemigos: Juan de La Cerda, Fadrique Alfonso de Castilla, Juan de Aragón (hermanastro de Pedro IV el Ceremonioso) y Leonor de Guzmán, entre otros.
La dura guerra encabezada por Pedro I de Castilla contra el reino de Aragón y el resentimiento nacido de sus pasadas acciones debilitan sustancialmente su poder y permiten a Enrique de Trastámara considerar una conquista de la Corona de Castilla.

### Segunda rebelión
Enrique de Trastámara decidió atacar en 1360 y procedió a apoderarse de la ciudad de Nájera. En represalia, Pedro I ordena la muerte de dos hermanos de Enrique y envía sus tropas también a Nájera en abril. Enrique de Trastámara es derrotado y debe refugiarse en la ciudad. Inexplicablemente, Pedro I de Castilla no sitia la ciudad y vuelve a Sevilla. El Trastámara se refugió de nuevo en Francia.

## Desarrollo del conflicto

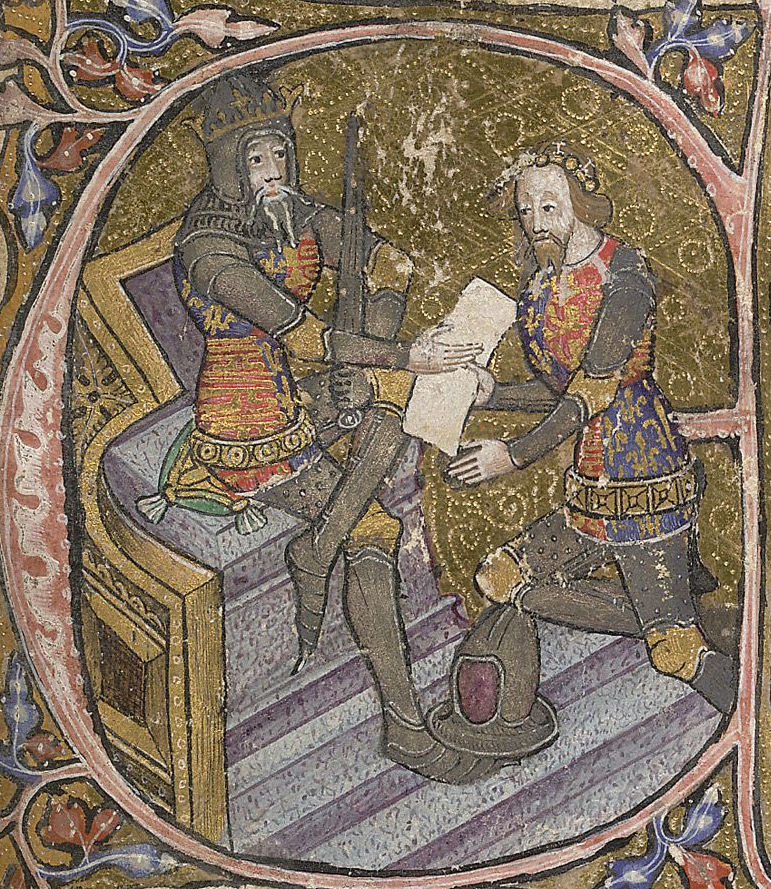
Letra historiada de un manuscrito del s. XIV. En él se muestra a Eduardo, príncipe de Gales recibiendo Aquitania de su padre, Eduardo III de Inglaterra.

Pedro I de Castilla pidió ayuda a Eduardo III de Inglaterra. Eduardo de Gales —el Príncipe Negro— recluta un gran ejército y se lo concede a cambio del reembolso de los costes y de la concesión de territorios hispánicos. De esta forma, la guerra se internacionalizó.
El triunfo del ejército de Pedro en la batalla de Nájera le permitió recuperar el trono, aunque su hermanastro, Enrique, consiguió escapar. Dado que la guerra con Enrique de Trastámara continuaba y no podía hacer frente a sus deudas en el pacto que hizo con los ingleses, el Príncipe Negro retiró sus tropas. Enrique II de Castilla, financiado por los franceses, lanzó un duro ataque contra Pedro I de Castilla y, finalmente, en la batalla de Montiel acabó con su vida en 1369.
Enrique II de Castilla fue proclamado rey y la dinastía Trastámara se instauró en Castilla.